# Захидное (Старобельский район)
Захидное (укр. Західне) — село, относится к Старобельскому району Луганской области Украины.

## География
Не путать с двумя другими одноимёнными сёлами Луганской области: Захидное в Антрацитовском районе и Захидное в Лутугинском районе (оба на территории, подконтрольной ЛНР).

## Население
Население по переписи 2001 года составляло 100 человек.

## Общие сведения
Почтовый индекс — 92732. Телефонный код — 6461. Занимает площадь 0,511 км². Код КОАТУУ — 4425184805.

## Местный совет
92732, Луганская обл., Старобельский р-н, с. Садки, ул. Ленина, 30а